# 마술기연
마술기연(중국어 간체자: 魔术奇缘, 정체자: 魔術奇緣, 병음: Mó shù qí yuán 머수치위안[*], 한자음: 마술기연, 영어: Magic Touch of Fate 매직 터치 오브 페이트[*])는 2005년 방송되었던 중국의 드라마이다.
20부작 중국드라마 《마술기연》은 한국의 장수봉감독이 메가폰을 잡았으며 90년대 한국에서 배우로 활동한 바 있는 남나경이 중국현지의 제작을 총괄하였다. 중국 최초로 마술이라는 소재를 드라마화 한 작품으로 대한민국에서는 MBC MOVIES 채널을 통해 방영되었다.

한편, H.O.T. 출신 강타(김수 역)가 해당 작품에 OST 프로듀서로 직접 참여해 자작곡을 삽입하기도 하는 등 1인 2역을 했으나 연기력 부족 등의 이유로 눈길을 끌지 못했다.

## 줄거리
비홍 마술단의 마술사인 김수와 효매는 연인사이로 사랑을 키워가지만 채비홍은 김수를 탐탁치 않게 생각하며 그들의 결혼을 반대한다. 타지에서 와 식당배달일을 하며 시험준비를 하는 오준안은 배달을 하던 도중 실수로 김수가 마술쇼를 위해 준비해놓은 돈가방을 바꿔서 들고 나오게 된다. 가방이 바뀌는 바람에 마술에 실패하여 모두와의 연락을 끊고 잠적해있던 김수에게 패션기업의 사장인 박옥랍이 회사의 이미지 모델 자리를 제안한다. 죄책감에 돈가방을 들고 마술단을 찾은 오준안으로 인해 마술단은 술렁이고 김수는 박옥랍의 재력에 끌려 효매와의 관계를 서서히 정리하고자 하는데..

## 등장인물
- 임심여 - 임소미 역
- 소유붕 - 오준안 역
- 강타 - 김수 역
- 위안원캉 - 오기안 역
- 우맹맹 (牛萌萌) - 박유라 역
- 커우전하이 - 채비홍 역